# Karan Kayastha
Karan Kayastha je severoindická  sociální skupina, která patří kastě Kayastha a bydlí na území státu Bihár. Příslušníci této skupiny nosí příjmení Karn nebo Karan a jsou převážně úředníci a učitelé.